# Nitrate d'éthyle
Le nitrate d'éthyle est un composé organique de formule semi-développée CH3CH2ONO2. Comme les autres nitrates d'alkyle (ou esters de nitrate), il est issu de la condensation de l'acide nitrique et d'un alcool, ici l'éthanol. Il se présente sous forme d'un liquide incolore explosif.
Ce composé est présent dans l'atmosphère terrestre, où il est susceptible de réagir avec d'autres gaz pour donner des brumes. Considéré initialement comme un polluant, principalement issu de la combustion de combustibles fossiles, des analyses récentes[Lesquelles ?] ont révélé que l'eau de mer provenant de zones où l'eau froide remonte des profondeurs peut être saturée en nitrates d'alkyle, vraisemblablement formés par des processus naturels.
Le nitrate d'éthyle peut être produit en faisant barboter du fluorure de nitryle FNO2 dans de l'éthanol CH3CH2OH à −10 °C,.